# Jandaíra (Rio Grande do Norte)
Jandaíra is een gemeente in de Braziliaanse deelstaat Rio Grande do Norte. De gemeente telt 6.688 inwoners (schatting 2009).